# Стоян Тонев
Стоян Димитров Тонев е български лекар, професор, генерал-майор и политик от ГЕРБ.

## Биография
Роден е на 3 декември 1953 г. в град Кърджали. Баща му Димитър Тонев е полковник и военен лекар. В периода 1973 – 1979 г. учи медицина във Висшия медицинския институт в Пловдив. Между 1979 и 1980 г. изкарва едногодишна интернатура във Висшия военномедицински институт. От 1980 г. е началник на медицинската служба на двадесет и пети изтребителен авиополк в Чешнегирово. От 1983 е началник на кабинета по кожни болести във Военната болница в Пловдив. Бил е главен асистент (от 1985) и началник на отделение в Клиниката по кожни и венерически заболявания към Военномедицинска академия в София (от 1986). От 1990 до 1992 г. е заместник началник на клиниката, а от 1992 до 2002 г. и неин началник. През 1991 г. защитава докторска дисертация на тема „Дерматологични изменения при Хепатит B“ и от същата година е доцент, а от 2009 г. професор. Специализира в САЩ дермато-венерология (1994 – 1996), Франция (1992) и Чехия. Завършва курс по здравен мениджмънт и Стратегически курс във Военната академия в София. На 28 август 2002 г. е назначен за началник на Военномедицинската академия и удостоен с висше военно звание бригаден генерал. На 4 май 2005 г. и на 25 април 2006 г. е преназначен на същата длъжност, последното, считано от 1 юни 2006 г. На 26 април 2007 г. е удостоен с висше офицерско звание генерал-майор. На 1 юли 2009 г. е назначен за началник на Военномедицинската академия.
На 3 декември 2013 генерал-майор Стоян Тонев е освободен от длъжността началник на Военномедицинската академия и от военна служба. Известно време е заместник кмет по здравеопазването в Столична община. Член е на Европейската и Американската асоциации по кожни и венерически болести, както и на Асоциацията по сексуално трансмисивни болести. Национален консултант по дерматология и венерология. Депутат в XLIII НС от октомври 2014 г. до февруари 2015 г. От ноември 2014 г. до февруари 2015 г. е и председател на парламентарната Комисия по здравеопазването. През 2016 г. е привлечен като обвиняем за нанесени щети за 16 млн. лева на Военномедицинска академия, докато е бил начело на болницата. През 2023 г. делото срещу него завършва неуспешно

## Образование
- Езикова гимназия, Пловдив (до 1971)
- Висш медицински институт, Пловдив – медицина (1973 – 1979)
- Висш военномедицински институт, интернатура (1979 – 1980)
- Курс по авиационна медицина (1980)
- Висш военномедицински институт, Специализация по кожни и венерически болести (1981 – 1983)
- Военна академия „Г.С.Раковски“

## Военни звания
- Старши лейтенант (1979)
- Капитан (1983)
- Майор (1986)
- Бригаден генерал (28 август 2002)
- Генерал-майор (26 април 2007)

## Награди
На 27 ноември 2008 г. е награден с орден „Стара планина“ първа степен с мечове за изключителни заслуги за развитието на военното здравеопазване, за проявен професионализъм при организирането на медицинското осигуряване на въоръжените сили на Република България, за утвърждаване на Военномедицинска академия като водещо лечебно заведение и принос за поддържане на националната сигурност на Република България.
През 2008 г. получава наградата „Лекар на 2008 година“.
През 2008 г. е удостоен с титлата „Доктор хонорис кауза“ на Медицинския университет в Пловдив.
През 2005 г. получава наградата за научен принос на името на Богомил Берон.
Връчена му е наградата на Израелското правителство – орден за заслуги по повод медицинското осигуряване на атентата в Сарафово през 2012 г.
Носител е на наградата на Червения полумесец за медицинското осигуряване на мисиите в Ирак, Судан и Мали (2013 г.)